# Srang tibetano

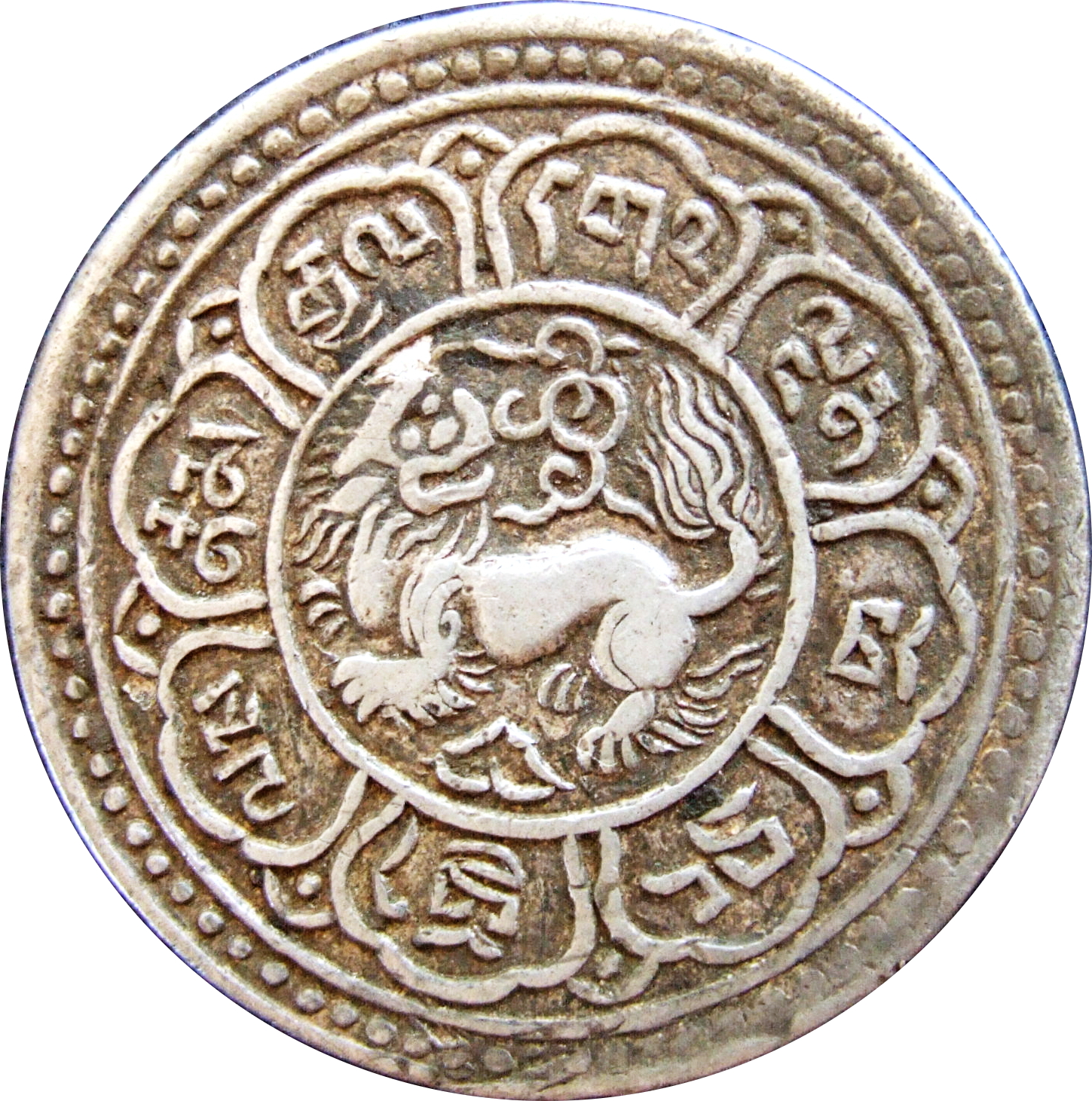
El srang fue una moneda de Tíbet entre 1909 y 1959. Circuló junto al tangka hasta la década de 1950.

El srang (pronunciado "sang"; en Tibetano a menudo referido como "dngul srang", traducible como "srang de plata") fue una moneda de Tíbet entre 1909 y 1959. Circuló junto al tangka hasta la década de 1950. Se dividía en 10 sho, divididos a su vez en 10 skar, con el tangka igual a 15 skar (1 srang = 6⅔ tangka).
Originalmente el srang era una unidad de peso, particularmente para pesar la plata y el oro. Era equivalente al liang chino (o tael), es decir, a aproximadamente 37.5 g.
El srang primero apareció como moneda de plata en 1909 cuándo el Tíbet empezó emitir una variedad de denominaciones en lugar de emitir solo el tangka. Estas monedas de 1 srang  plata de 18.5 g eran acuñadas en Dode. Las monedas de 1 srang  fueron acuñadas hasta 1919. Monedas de 1½ srang de plata de 5 g fueron acuñadas en la casa de moneda de Tapchi entre 1936 y 1938 y de nuevo en 1946. Por su parte,las monedas de 3 srang de plata, y de un peso de 11.3 g, también fueron acuñadas en la casa de moneda de Tapchi entre 1933 y 1938 y nuevamente en 1946. Monedas de 10 srang de billon fueron acuñadas en la casa de moneda de Dogu entre 1948 y 1952. Las monedas de 20 srang de oro fueron acuñadas en la casa de moneda de Ser-Khang entre 1918 y 1921. En 1939 aparecieron los primeros billetes tibetanos, denominados en srang (billetes de 100 "tam srang"; más tarde la denominación se cambió de "tam srang" a "srang"). Posteriormente, el gobierno tibetano emitió billetes de 5, 10 y 25 srang.
En 1954, una moneda de plata fue acuñada para distribuirla a los monjes. A pesar de que esta moneda fue la última emisión de tangka, estaba valorada en 5 srang y fue la última moneda de plata acuñada en el Tíbet.
Las últimas monedas de cobre tibetanas (5 sho = 1/2 srang) fueron emitidas en 1953, mientras que los billetes de 100 srang fueron emitidas en grandes cantidades hasta 1959.